# 블랑 & 에클레어
블랑 & 에클레어(BLANC & ECLARE)는 선글라스를 중점으로 하는 패션 브랜드로, 미국인 가수이자 사업가인 제시카가 설립하였다. 당초 이름은 블랑(BLANC)이었지만, 일본에서 동명을 사용하는 선글라스 업체와 마찰을 우려해 사업 아이템을 늘린다는 이유로 현재의 이름으로 바꾸었다.